# (8557) Šaroun
8557 Saroun (1995 OK) – planetoida z pasa głównego asteroid okrążająca Słońce w ciągu 3,51 lat w średniej odległości 2,31 au. Odkryta 23 lipca 1995 roku.